# Dorfkirche Thonhausen

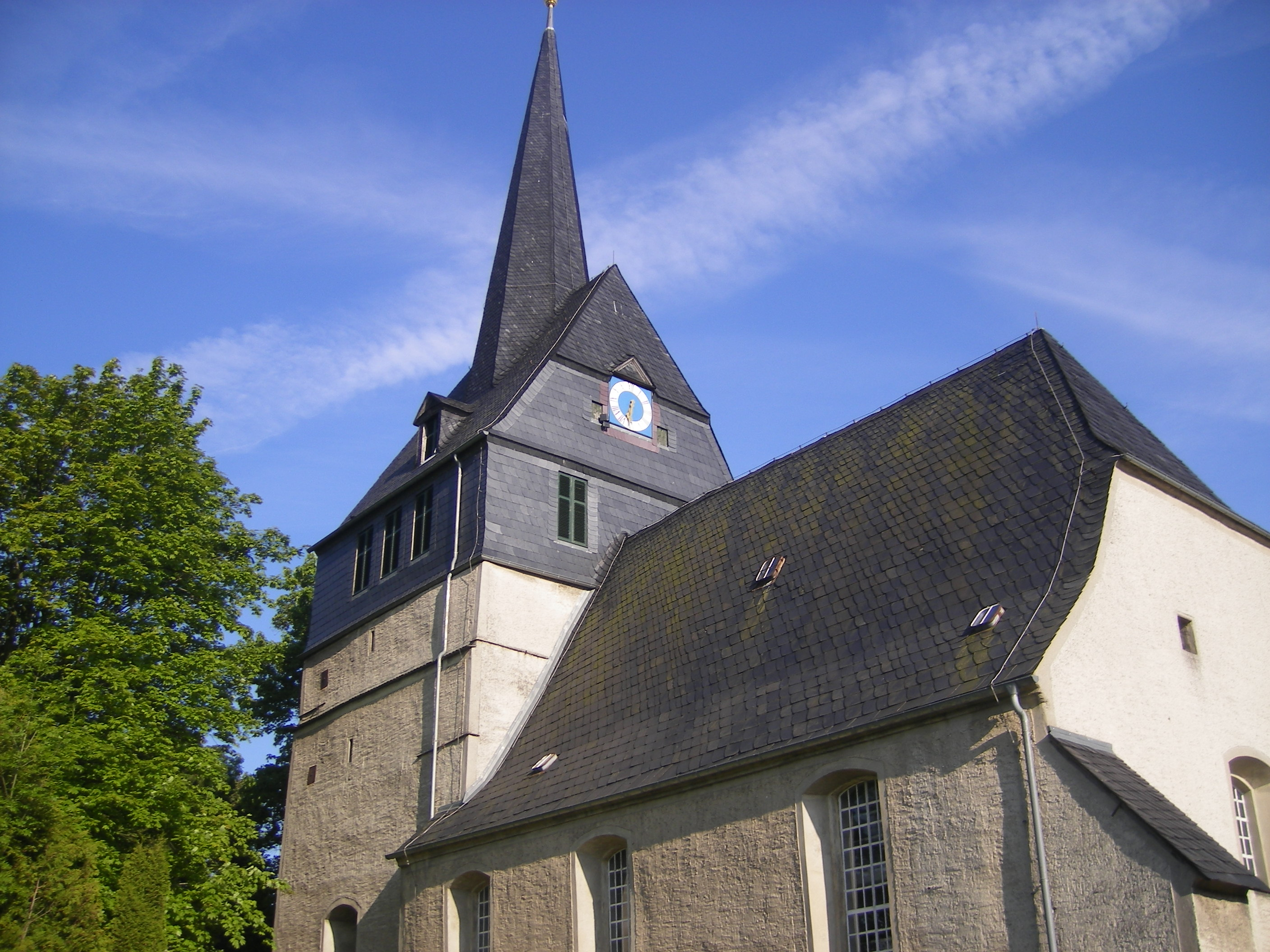
Die Kirche

Die evangelisch-lutherische Dorfkirche Thonhausen steht in der Gemeinde Thonhausen im Landkreis Altenburger Land in Thüringen. Die Kirche gehört zum Kirchspiel Thonhausen in der Evangelischen Kirche in Mitteldeutschland.

## Geschichte
Das Äußere der Kirche wird durch den Chorturm aus dem 13./14. Jahrhundert mit schieferbedecktem Helm beherrscht. Das Bauwerk wird wesentlich durch die Renovierungen in den Jahren 1668 und 1743 geprägt. Aus dieser Zeit stammt das Gewölbe des Chores und die Verbreiterung des Triumphbogens sowie des Chorbogens. Die östliche Chorwand ist durch die Orgelempore und durch die Orgel beherrscht. Im Langhaus mit niedriger Kassettendecke sind doppelgeschossige Emporen eingebaut. Die übrige Ausstattung ist weitgehend schmucklos.

## Orgel
Die Orgel ist ein Werk aus den Jahren zwischen 1744 und 1746 von Tobias Heinrich Gottfried Trost. Nach mehrfacher Überarbeitung im 19. und 20. Jahrhundert hat sie heute 11 Register auf einem Manual und Pedal.
Von 1967 bis 1970 wurde die Orgel durch Hermann Lahmann nach Originaldisposition restauriert. Es sind nur noch wenige Teile der barocken Orgel erhalten. Dazu zählen das Gehäuse, die Manual-Windlade, Teile der Pedal-Windlade und Teile der Balganlage.
Die Disposition lautet:
| Manual C–c3    |        |  |
| Grobgedackt    | 8′     |  |
| Quintadena     | 8′     |  |
| Principal      | 4′     |  |
| Kleingedackt   | 4′     |  |
| Quinta         | 3′     |  |
| Octava         | 2′     |  |
| Sesquialtera I | 1 3⁄5′ |  |
| Mixtur III     |        |  |
| Cornet I–III   |        |  |

| Pedal C–c1 |     |  |
| Subbaß     | 16′ |  |
| Octavbaß   | 8′  |  |